# 屋嘉比島
26°12′57″N 127°14′40″E / 26.21583°N 127.24444°E
屋嘉比島是沖繩縣島尻郡座間味村所屬的一個無人島，位於座間味島以西約4公里處，位於久場島以北約2公里處。
面積1.26平方公里，周長5.29公里，島東北部為最高點的丘陵。東北部海岸有標高在50公尺以上的峭壁，東南部存在小沙灘。距離屋嘉比島西北部約200公尺處有一個名為長內瀨的小島。在琉球國時代，屋嘉比島被琉球人當作御嶽進行崇拜。
屋嘉比島上完全覆蓋著森林和中國芒草原。島上棲息的慶良間鹿是日本政府認定的自然紀念物。